# Barnsbury
Barnsbury ist ein  Stadtteil im London Borough of Islington.

## Geographie

### Geographische Lage
Das Stadtgebiet Barnsburys erstreckt sich nördlich von Angel Tube Station entlang der Liverpool Road und umfasst ein ruhiges, wohnliches und sicheres Gebiet. Im Norden grenzt der Stadtteil an Highbury, im Süden an Bloomsbury. Im Westen liegt Camden Town und im Osten Clerkenwell. Die City of London liegt südwestlich. Die bekanntesten Straßen sind Richmond Avenue, Richmond Crescent (wo Tony Blair vor seiner Amtszeit als Premier wohnte) und Ripplevale Grove.

### Klima
|                       | Jan  | Feb  | Mär  | Apr  | Mai  | Jun  | Jul  | Aug  | Sep  | Okt  | Nov  | Dez  |   |       |
| Mittl. Tagesmax. (°C) | 9    | 10   | 12   | 15   | 18   | 21   | 23   | 23   | 20   | 16   | 12   | 9    | ⌀ | 15,7  |
| Mittl. Tagesmin. (°C) | 5    | 5    | 6    | 7    | 10   | 13   | 15   | 15   | 13   | 10   | 7    | 5    | ⌀ | 9,3   |
|                       |      |      |      |      |      |      |      |      |      |      |      |      |   |       |
| Niederschlag (mm)     | 55,2 | 38,9 | 34,7 | 43,3 | 50,5 | 42,7 | 40,7 | 48,4 | 49,4 | 70,8 | 62,8 | 53,2 | Σ | 590,6 |
|                       |      |      |      |      |      |      |      |      |      |      |      |      |   |       |
| Regentage (d)         | 23   | 18   | 19   | 17   | 17   | 15   | 17   | 16   | 16   | 18   | 21   | 20   | Σ | 217   |

| 5 |

| 5 |

| 6 |

| 7 |

| 10 |

| 13 |

| 15 |

| 15 |

| 13 |

| 10 |

| 7 |

| 5 |

| 5 |

| 5 |

| 6 |

| 7 |

| 10 |

| 13 |

| 15 |

| 15 |

| 13 |

| 10 |

| 7 |

| 5 |

| N i e d e r s c h l a g | 55,2 | 38,9 | 34,7 | 43,3 | 50,5 | 42,7 | 40,7 | 48,4 | 49,4 | 70,8 | 62,8 | 53,2 |
|                         | Jan  | Feb  | Mär  | Apr  | Mai  | Jun  | Jul  | Aug  | Sep  | Okt  | Nov  | Dez  |

## Geschichte

### Etymologie
Der Name des Stadtteils geht auf die Villa de Iseldon Berners aus dem Jahre 1274 zurück. Diese wiederum wurde nach der Familie Berners benannt, die hier lebte und in deren Eigentum das heutige Stadtgebiet lange Zeit stand.

### Geschichtliche Entwicklung
Das heutige Stadtgebiet befand sich zwischen dem 13. Jahrhundert und 1532 in Besitz von Ralph de Berners und dessen Nachkommen. Durch verschiedene Eheschließungen und durch Erbfolge gelangte das Land in Besitz von Sir William Halton, der es 1754 seinem Patensohn William Tufnell Joliffe vermachte. Unter einem Nachkommen Joliffes wurde das gesamte Land verpachtet. In den 1820er-Jahren wandelte sich das heutige Stadtgebiet zu einem Vorort mit vornehmlich Wohnbebauung für die Mittelschicht. Mit dem Ausbau der Eisenbahnverbindungen in das Londoner Umland verlor Barnsbury, wie ganz Islington, an Bedeutung. Viele Wohnungen standen leer und die Bausubstanz verfiel. Nach dem Zweiten Weltkrieg wurden ganze Straßenzüge abgerissen und durch Projekte des sozialen Wohnungsbaus oder Grünflächen ersetzt. Heute gilt Barnsbury neben Canonbury als der teuerste Stadtteil des Boroughs of Islington. Dabei finden sich hier zumeist große Herrenhäuser, oft mit kleinen Gärten.

## Politik
Barnsbury gehört zu dem 1965 gegründeten London Borough of Islington. Bei Wahlen des Europaparlaments gehört der Stadtteil zum Wahlkreis London. Bei den Wahlen zum House of Commons wird Barnsbury dem Wahlkreis Islington South and Finsbury zugerechnet. Dessen Interessen werden seit 2005 von Emily Thornberry wahrgenommen, die der Labour Party angehört. Sie wurde bei den Wahlen 2010 mit 42,3 % im Amt bestätigt. In der London Assembly vertritt die Abgeordnete des Wahlkreises North East, zu dem Barnsbury gehört, Jennette Arnold, die Interessen der Einwohner.